# فيرنر فوكس
فيرنر فوكس (بالألمانية: Werner Fuchs)‏ (25 أكتوبر 1948 في ألمانيا - 11 مايو 1999 في ألمانيا) هو مدرب كرة قدم ولاعب كرة قدم ألماني في مركز الهجوم. لعب مع نادي كايزرسلاوترن وهانوفر 96 ونادي بروسيا مونستر وSV Alsenborn ‏.

## وصلات خارجية
- فيرنر فوكس على موقع قاعدة بيانات كرة القدم.إي يو (الإنجليزية)
- فيرنر فوكس على موقع بيانات كرة القدم. دي إي (الألمانية)
- فيرنر فوكس على موقع عالم كرة القدم.نت (الإنجليزية)